# Govern Federal de Nagaland
El Govern Federal del Nagaland fou el govern establert pel Consell Nacional Naga que dominava el 90% del Nagaland, per administrar aquest territori.
El Govern federal es va constituir el 22 de març de 1956, i va tenir un exèrcit propi (Exèrcit de Nagaland o Nagaland Army), cuidant de recollir les taxes, administrar justicia, escoles amb llengua naga i punts sanitaris. Es va promulgar una constitrució i es va establir la bandera nacional naga.
l'Assemblea Nacional (que feia funcions de Parlament) teòricament no depenia del govern sinó que el controlava.
L'organització va patir seriosament per les escissions del 1969. El 1975, després de la pau general de Shillong, Angami Zapu Phizo, el cap del Consell Nacional Naga que vivia a l'exili a Londres, no va tardar a perdre el control de l'organització. El gener de 1980 es va proclamar la República Popular de Nagaland i es va formar el Govern de la República Popular de Nagaland, que de fet fou el mateix Govern Federal amb el nom canviat. Com a branca política es va establir el Consell Nacional Socialista de Nagaland. Les funcions del govern van romadre identiques.